# Nachal Sumir
Nachal Sumir (hebrejsky: נחל סומר) je vádí v Izraeli, v Judských horách v Jeruzalémském koridoru.
Začíná v nadmořské výšce okolo 550 metrů v nárazníkovém pásmu mezi Západním břehem Jordánu a Izraelem, cca 2 kilometry východně od vesnice Nataf. Směřuje pak k západu výrazně zahloubeným údolím se zalesněnými svahy podél jižního okraje hory Har Uzrar. Zde vádí nedaleko severního okraje vesnice Nataf zprava ústí do toku Nachal Kfira.